# Picus awokera
El pito japonés o pito de vientre bayo (Picus awokera), es una especie de ave piciforme de la familia Picidae endémica de Japón. Está estrechamente relacionado con el pito real (Picus viridis).

## Subespecies
Se reconocen tres subespecies:
- Picus awokera awokera Temminck, 1836, la subespecie nominal, encontrada en Honshū.
- Picus awokera horii Taka-Tsukasa, 1918, nativa de Kyūshū.
- Picus awokera takatsukasae Kuroda, 1921.